# 芳野世経
芳野 世経（よしの つぐつね、1850年1月10日（嘉永2年11月27日）- 1927年（昭和2年）6月20日）は、明治から大正時代の政治家。衆議院議員（1期）。

## 経歴
芳野金陵の三男としてのちの東京府小石川区大塚窪町（東京市小石川区大塚窪町を経て現東京都文京区大塚三丁目および小石川五丁目）に生まれる。2人の兄は夭折し、世経が父の後を継いだ。漢学を修めたのち昌平黌の助教を務めた。
1879年（明治12年）小石川区会議員に当選し、福沢諭吉の後を受けて同副議長に就任。のち東京市会議員、同参事会員、東京府会議員、同議長となり、地方衛生委員、東京市学務委員長、同伝染病予防委員長、同土木常設委員長、東京府教育会長、警視庁防疫評議員などを歴任した。また、小石川区大塚町に私立蓬莱学校を、分校を日本橋区本石町に設立し後進の育成に尽力した。
1890年（明治23年）7月の第1回衆議院議員総選挙では東京府第9区から出馬し当選。衆議院議員を1期務めた。

## 親族
- 父：芳野金陵（儒者）
- 次女：せい（東北帝国大学教授・日下部四郎太妻）[6]
- 五女：恒（官選佐賀県知事・斎藤行三妻）[7]